# Tandem (fiets)

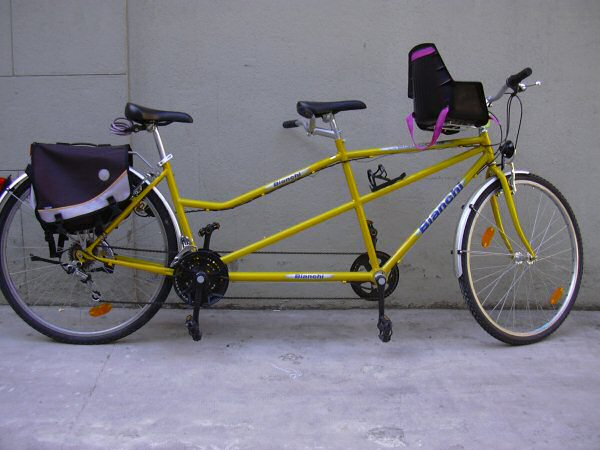
Tandem met kinderzitje

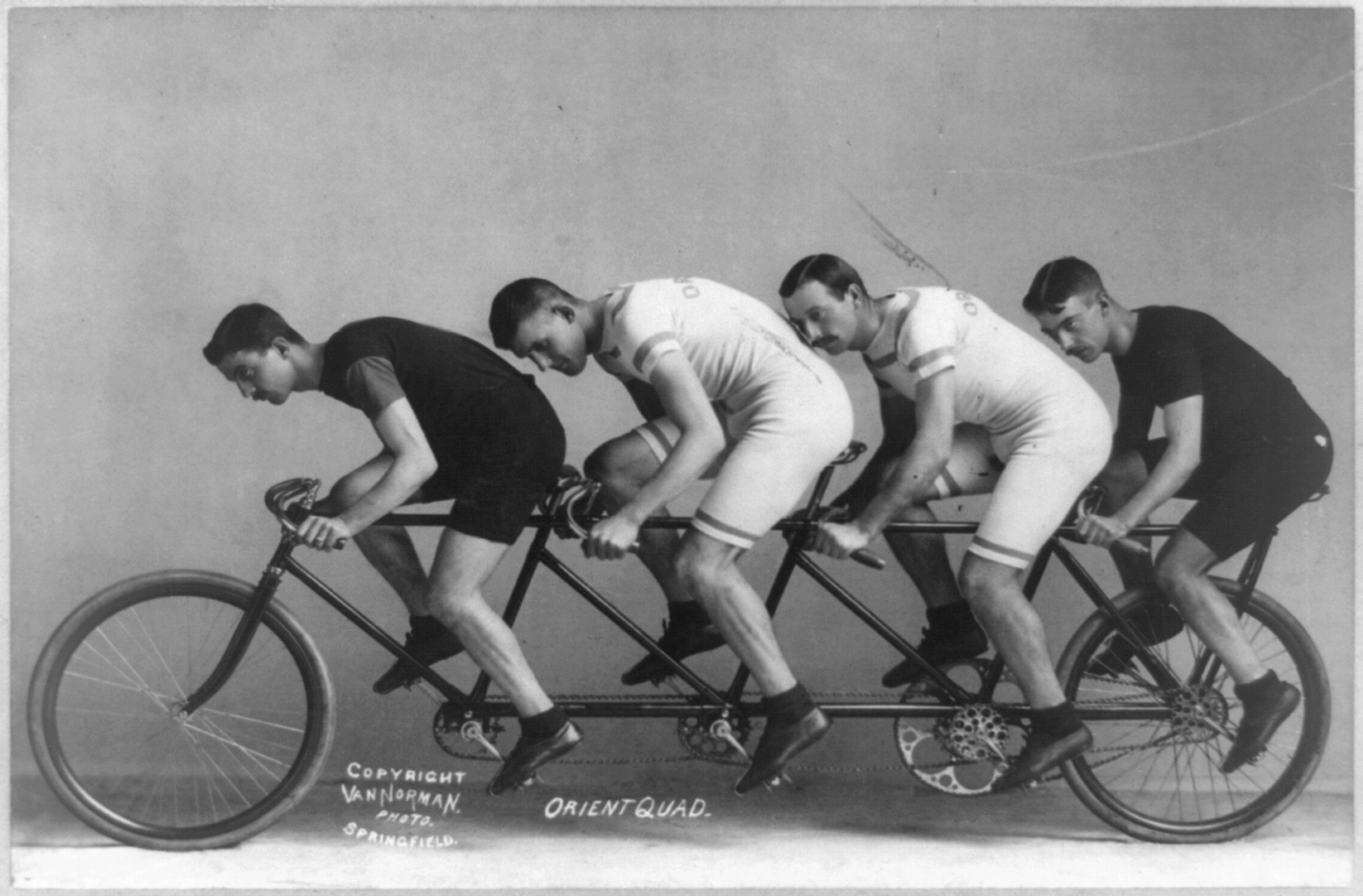
Vierpersoons tandem

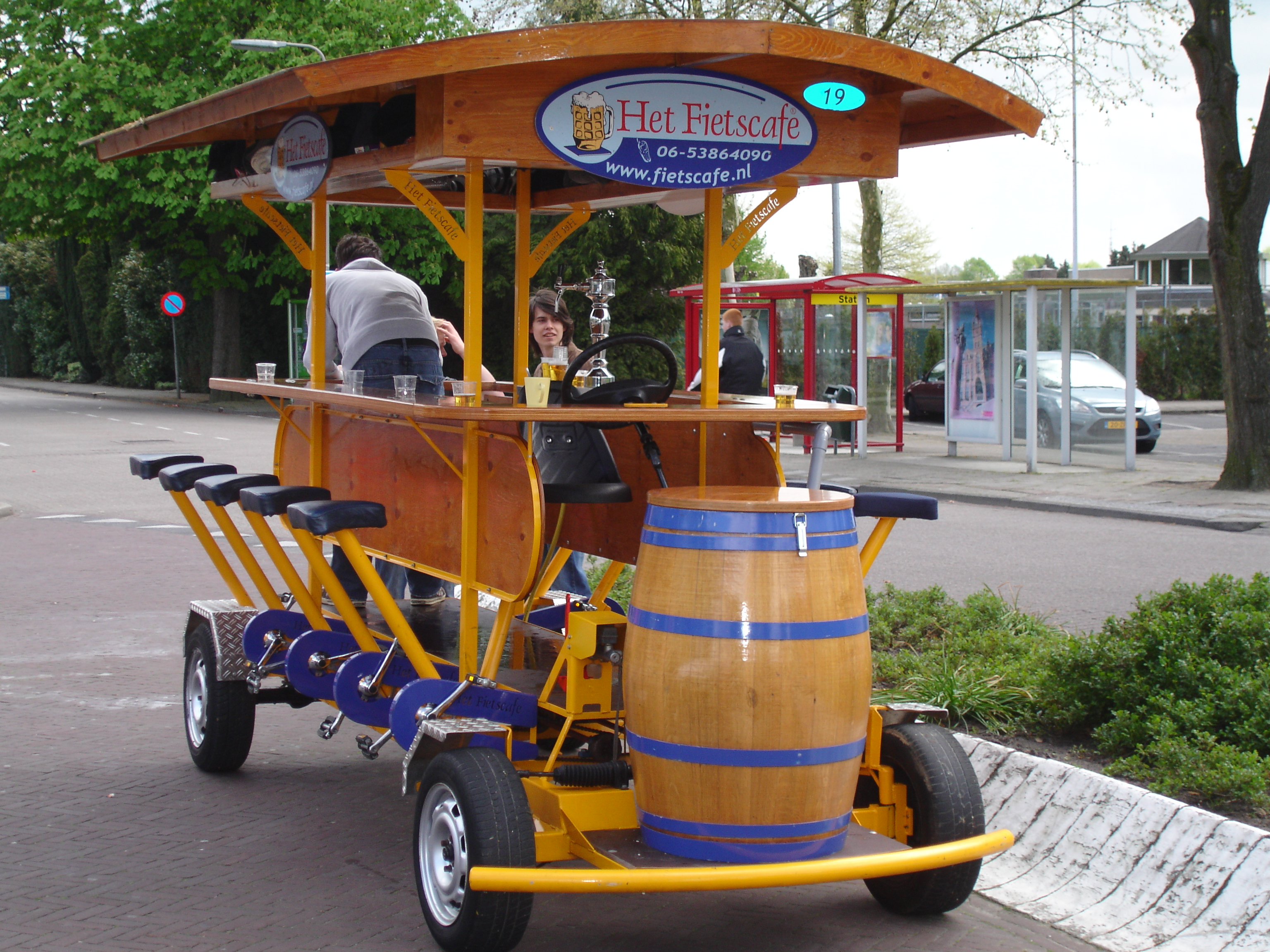
Bierfiets

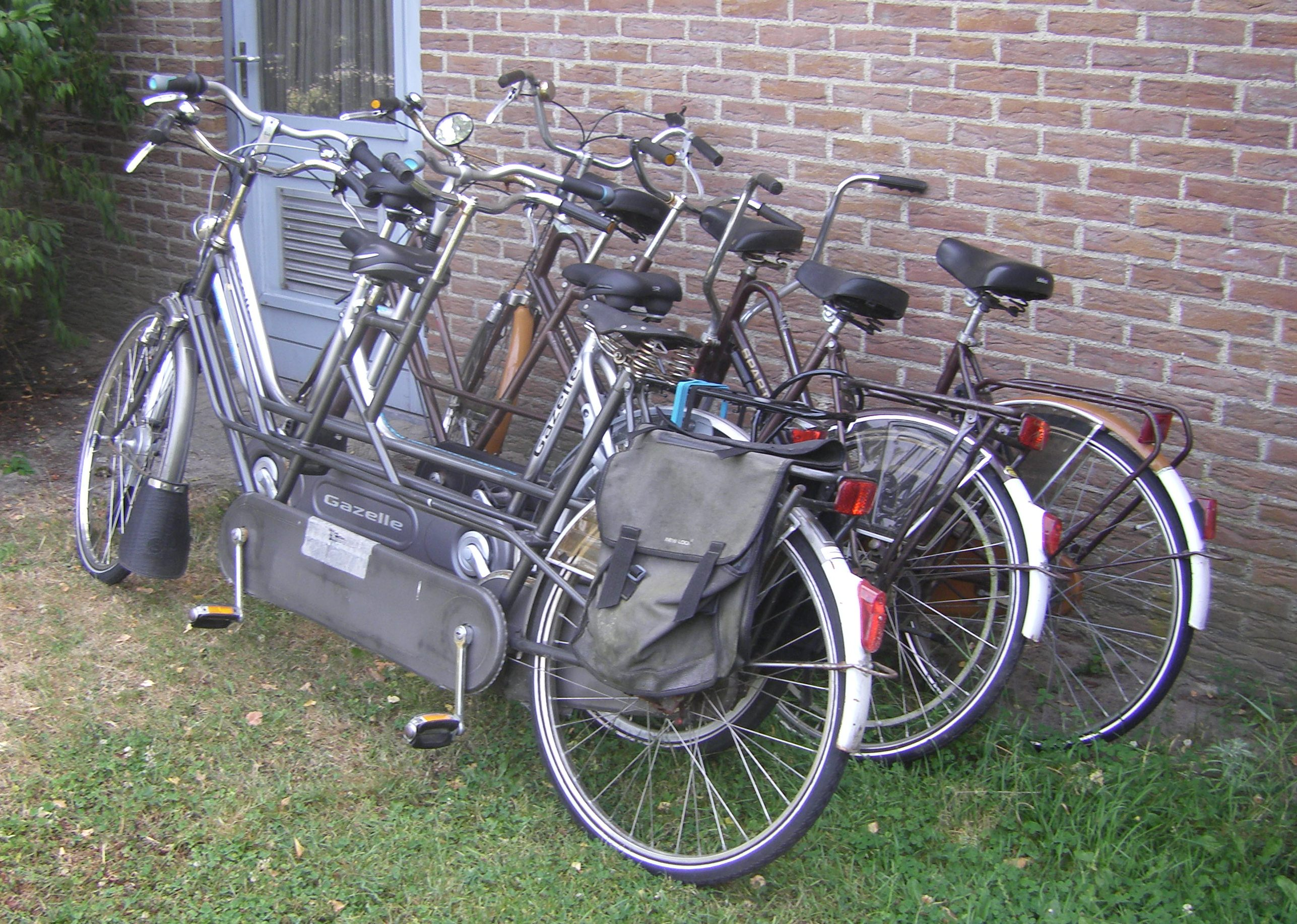

De tandem is een fiets die is ontworpen om door twee of meer personen te worden voortbewogen. Bij het gebruikelijke model zitten de berijders achter elkaar. Zij drijven samen de ketting aan, waarbij de pedalen zijn gekoppeld met een tweede ketting. Ook constructies met onafhankelijke aandrijving komen echter voor.

## Techniek
Aanvankelijk werden tandems gebouwd door twee frames van gewone fietsen aan elkaar te lassen om een tweepersoons fiets te vormen. Tegenwoordig is de techniek verbeterd, en worden tandems speciaal ontworpen. Doorgaans zijn ze voorzien van versnellingen. Omdat het frame veel langer is dan dat van een gewone fiets, dient bij ontwerp en bouw aandacht te worden besteed aan voldoende stijfheid van de constructie.
De meeste fietsfabrikanten hebben een tandem in het assortiment, maar er is zelden keus uit verschillende modellen. De standaardtandems zijn meestal toerfietsen zonder bovenbuizen, met andere woorden: het zijn damesfietsen, voor en achter. Ook een ladyback komt voor. De tandems die worden gemaakt voor baanraces zijn heel anders. Dit zijn natuurlijk baanfietsen, met een doorlopende bovenbuis.
De tandem heeft als groot voordeel dat de rolweerstand en de frontale luchtweerstand vrijwel gelijk zijn aan die van een fiets met één berijder, terwijl de beschikbare aandrijfkracht ongeveer dubbel zo groot is. Ook is het gewicht lager dan van twee afzonderlijke fietsen. Hierdoor zijn op een tandem hoge snelheden mogelijk en vergen lange afstanden minder uithoudingsvermogen. Een ander voordeel is dat je altijd bij elkaar blijft, ook als de een betere conditie heeft dan de andere. Daarnaast zijn tandems zeer geschikt voor fietstochten met een persoon die visueel gehandicapt is of om andere redenen niet zelfstandig kan fietsen. 
De voorrijder wordt captain genoemd en de achterrijder stoker. Dit zijn ook de Engelse benamingen.
Er bestaan ook tweewielige tandems voor meer dan twee personen; modellen voor drie, vier, of zelfs vijf berijders komen voor.

## Sport
Tot de Olympische Zomerspelen van 1972, bij de Wereldkampioenschappen baanwielrennen tot 1994 en bij de Gemenebestspelen tussen 1970 en 1978 was het sprinten op een tandem over 2000 meter een discipline in het baanwielrennen.

## Varianten
Naast de gewone tandem zijn er nog andere varianten voor meer personen.
- Een van de eerste is de Apollo Singer uit 1884. Dit is een zogeheten sociable; de beide berijders zitten naast elkaar. De aandrijving geschiedt door middel van een trapplank en stangen; vergelijkbaar met de aandrijving van een spinnewiel. Dergelijke fietsen bestaan nog steeds; men spreekt dan vaak van een duofiets. Ze worden vaak gemaakt door twee fietsen aan elkaar te bevestigen, waarbij ook de besturing gekoppeld moet worden.
- Zeer afwijkend is een driewielige tandem waarop zeven fietsers kunnen plaatsnemen rondom een centraal opgestelde aandrijfas, de door Eric Staller ontworpen Conference bike.
- Er bestaat een ligtandem waarop de berijders rug-aan-rug zitten. De captain drijft het voorwiel aan en de stoker het achterwiel. De laatste heeft natuurlijk een slag in de ketting.
- Er is een tandem waarbij een kind voorop zit. Deze is vergelijkbaar met een long john (zie afbeelding bij bakfiets). De volwassene, die achter zit, stuurt. Het kind kan meetrappen. Dit model is vooral populair voor gehandicapte kinderen. Er is een variant waarbij de voorste rijder boven het voorwiel zit en als een ligfietser mee kan trappen.[1]
- Verder is er nog de bierfiets, ook fietscafé genoemd, bestaande uit een tapkast op wielen, omringd door barkrukken met trappers eronder. Terwijl het bier wordt omgezet in trapkracht, wordt het fietscafé bestuurd door iemand die niet mag drinken. Hoewel wettelijk geoorloofd, wordt een fietscafé in sommige steden niet graag gezien, omdat de berijders vaak luidruchtig zijn.
- Bij baanwedstrijden wordt er ook op tandems gereden. Dat is dan natuurlijk een baantandem (zie baanfiets) - nauwelijks geschikt voor gebruik op de weg.